# American Oxygen
American Oxygen è un singolo della cantante barbadiana Rihanna, pubblicato il 14 aprile 2015 dalla Roc Nation.

## Descrizione
Prodotto dal rapper Kanye West e Alex da Kid, quest'ultimo produttore del singolo Love the Way You Lie nel quale l'artista duettava con Eminem, il brano è stato inizialmente reso disponibile per lo streaming il 5 aprile 2015 tramite Tidal, un servizio di cui è proprietaria la stessa Rihanna insieme ad altri artisti tra cui Jay-Z, Beyoncé e Madonna.
Il brano ha venduto circa 90 000 copie negli Stati Uniti d'America.

## Video musicale
Il video è stato diretto da Darren Craig, Jonathan Craven e Jeff Nicholas dell'organismo Uprising Creative, gli stessi registi che avevano collaborato con l'artista nel video di What Now.
Il video è stato presentato il 6 aprile 2015 esclusivamente su Tidal. Il 16 aprile è stato pubblicato sul canale YouTube di Rihanna. L'artista ha poi scritto su Twitter che questo è «uno dei più importanti video musicali che abbia mai fatto». Il giorno stesso è stato reso disponibile per il download digitale su iTunes Store.

## Traccia
1. American Oxygen – 5:20

## Classifiche
| Classifica (2015) | Posizione massima |
| ----------------- | ----------------- |
| Australia         | 65                |
| Austria           | 52                |
| Belgio (Fiandre)  | 52                |
| Belgio (Vallonia) | 56                |
| Canada            | 59                |
| Danimarca         | 20                |
| Finlandia         | 19                |
| Francia           | 25                |
| Germania          | 39                |
| Irlanda           | 33                |
| Italia            | 51                |
| Norvegia          | 25                |
| Paesi Bassi       | 43                |
| Regno Unito       | 71                |
| Repubblica Ceca   | 5                 |
| Slovacchia        | 6                 |
| Spagna            | 27                |
| Stati Uniti       | 78                |
| Svezia            | 11                |
| Svizzera          | 30                |
| Ungheria          | 24                |